# Вази
Вази — река на острове Сахалин.
Впадает в Набильский залив Охотского моря, образуя дельту. В административном отношении протекает по территории Ногликского городского округа. Общая протяжённость реки составляет — 42 км. Площадь её водосборного бассейна насчитывает 326 км². Исток реки на северо-западных склонах горы Иркир Набильского хребта Восточно-Сахалинских гор. При прохождении тайфунов на реке возможны наводнения.

## Данные водного реестра
По данным государственного водного реестра России относится к Амурскому бассейновому округу.
Код объекта в государственном водном реестре — 20050000212118300001910.